# Polycera aurisula
Polycera aurisula är en snäckart som beskrevs av Er. Marcus 1957. Polycera aurisula ingår i släktet Polycera och familjen Polyceridae. Inga underarter finns listade i Catalogue of Life.